# Tscharner (Patrizierfamilie)

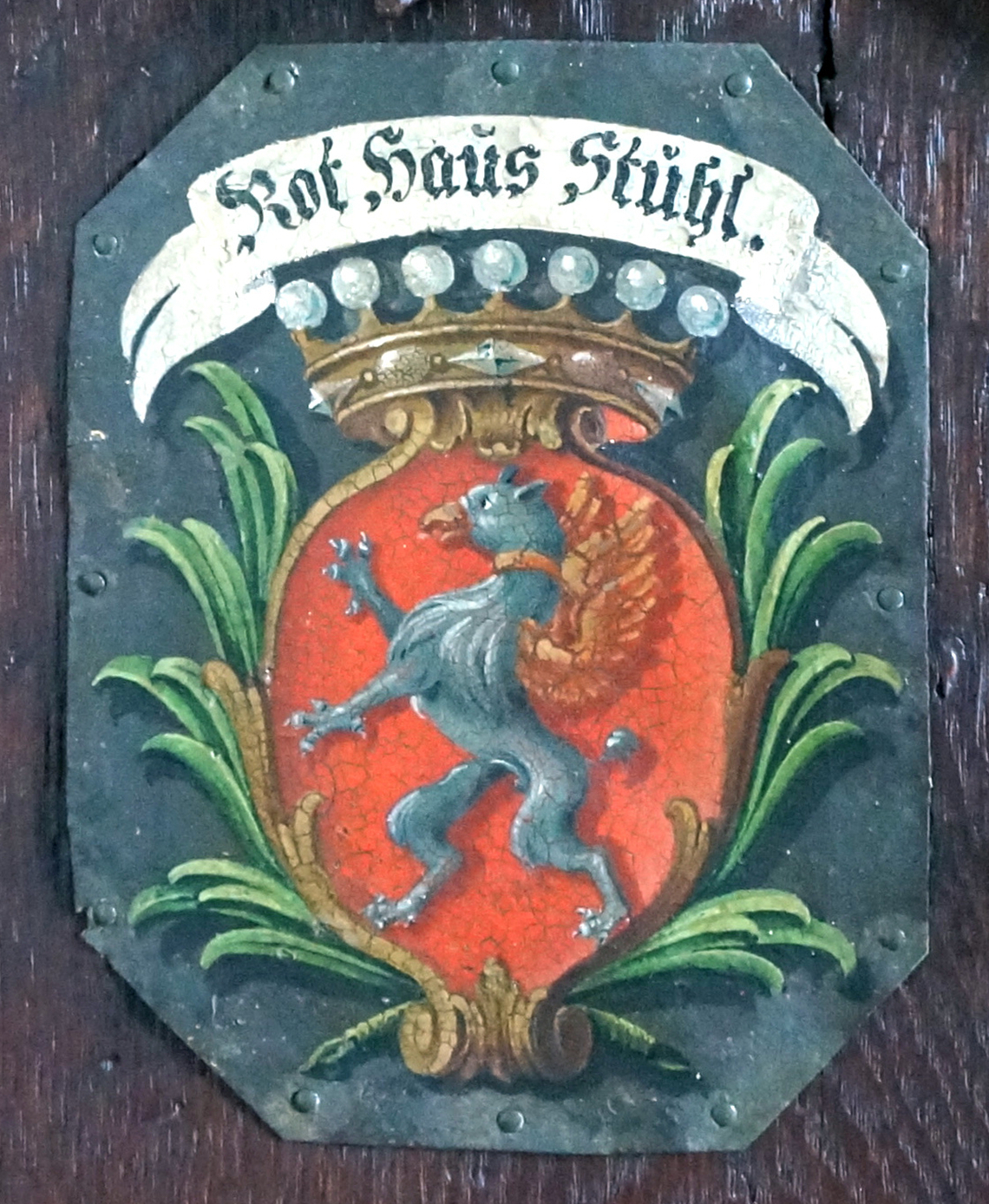
Wappen Tscharner als Kirchenortschild in der Siechenkapelle (Bern-Waldau)

Die Familie von Tscharner ist eine ursprünglich aus Graubünden stammende Patrizierfamilie. Ein Zweig der Familie besitzt seit dem 16. Jahrhundert das Burgerrecht der Stadt Bern, zählte zum Berner Patriziat, die Familienmitglieder sind Angehörige der Gesellschaft zu Pfistern.

## Geschichte
Die Familie stammt ursprünglich aus dem Domleschg. 1471 werden Matthäus und Wilhelm Tscharner als Inhaber von Mühlen und 1472 Martin, Diebold und Jakob Wilhelm als freie Bauern in Feldis erwähnt. Wilhelm Tscharner war hingegen Bauer in Abhängigkeit vom Grafen Jörg von Werdenberg-Sargans. Im 16. Jahrhundert stiegen die Tscharner zu einem der führenden Ratsherrengeschlechter der Stadt Chur auf. Jann (Hans) Tscharner (Sohn des Luzius), 1584 in Rothenbrunnen wohnhaft und 1569 in Chur verstorben, war ein vehementer Förderer der Reformation, führte einen Speditionshandel an der Nord-Südroute und gewann grosses Ansehen im Dreibündenstaat.
Die Kinder des Luzius (ca. 1481–1562) setzten die Churer Linie fort und begründeten die Berner Linie. Von seinen Enkeln war Simeon 1575 Hauptmann auf der Fürstenburg und 1576 bischöflich-churischer Hofmeister, Hans Oberst und Churer Seckelmeister und Johann Baptista Stadtschreiber war häufiger Gesandter der Drei Bünde, unter anderem nach Venedig, Mailand und Paris. Ein Sohn des Letzteren, Johann Baptista Tscharner (1670–1734), regierte die Stadt Chur als Bürgermeister nach den Bündner Wirren. Ab dem 18. Jahrhundert stellten die Tscharner zahlreiche Säckelmeister und vier Bürgermeister in Chur. Durch geschickte Heiratspolitik, Klientelwesen, Fernhandel und Söldnerdienste wurden sie vermögende Grundbesitzer. Schloss Reichenau GR mit zugehörigem Weingut in Jenins befindet sich bis heute im Besitz eines Familienzweiges.
Die Berner Linie, seit 1844 von Tscharner, geht ebenfalls auf den Churer Seckelmeister Luzius zurück. Dieser heiratete in zweiter Ehe Margaretha von Wattenwyl und wurde 1530 ins Berner Bürgerrecht sowie in die Gesellschaft zu Pfistern aufgenommen. Im selben Jahr erwarb er die Herrschaft Reichenbach. Bereits Luzius' Sohn David (1536–1611) gelangte 1564 in den Grossen Rat und 1583 in den Kleinen Rat. Die Tscharner gehörten im Berner Patriziat zur zweiten Klasse der «edelvesten» Geschlechter und im 18. Jahrhundert zu den fünf im Grossen Rat zahlenmässig am stärksten vertretenen Familien. Sie stellten bis zum Ende des Ancien Régime sieben Mitglieder des Kleinen Rates. In Bern liess Beat Jakob am Münsterplatz ab 1733 das repräsentative Tscharnerhaus errichten.

## Personen
Zweig Graubünden
- Johann Baptista Tscharner (1670–1734), Schweizer Politiker, Landvogt zu Maienfeld, Bürgermeister von Chur[1]
- Johann Baptista Tscharner (1722–1806), Schweizer Politiker, Bürgermeister von Chur, Landvogt zu Maienfeld[2]
- Johann Baptista von Tscharner (1751–1835), Schweizer Jurist und Politiker, Bürgermeister von Chur[3][4]
- Johann Baptista von Tscharner (1779–1857), Schweizer Jurist und Politiker, Bürgermeister von Chur[5]
- Johann Baptista von Tscharner (1815–1879), Schweizer Jurist und Politiker, Ständerat
- Fritz von Tscharner (1852–1918), Artillerie-Oberst am Gotthard
- Johann Anton Tscharner (1880–1955), Schweizer, vorwiegend in Österreich tätiger Architekt
- Johann Wilhelm von Tscharner (1886–1946), Schweizer Maler
- Gian-Battista von Tscharner (* 1948), Oenologe auf Schloss Reichenau GR
- Johann-Baptista von Tscharner (* 1986), Winzer und Politiker im Kanton GR
- Gisula Tscharner-Meyer (* 1948), reformierte freie Theologin aus Feldis GR

Zweig Bern
- Lucius Tscharner (1481–1562), Ratsherr von Chur, Burger von Bern (1530), Herr zu Reichenbach (1530–?)
- Niklaus Tscharner[6] (1650–1737), Offizier
- Beat Jakob Tscharner[7] (1679–1770), Kleinrat und Venner zu Pfistern
- Johann Rudolf Tscharner[8] (1717–1789), Kleinrat und Venner zu Pfistern
- Niklaus Emanuel Tscharner (1727–1794), Ökonom und Magistrat
- Vincenz Bernhard Tscharner (1728–1778), Historiker und Literat
- Beat Emanuel von Tscharner (1753–1825), Landvogt zu Aigle und Besitzer des Landgutes Lohn
- Beat Friedrich von Tscharner (1791–1854), Physiker
- Karl Emanuel Tscharner (1791–1873), Bildhauer
- Karl Friedrich Tscharner, Schultheiss von Bern 1835–1846
- Ludwig S. von Tscharner (1879–1917), Jurist und Historiker
- Elisabeth de Meuron-von Tscharner (1882–1980), Berner Stadtoriginal
- Niklaus von Tscharner (1935–2016), Bauingenieur, Gemeindepräsident von Zimmerwald, Präsident der Gesellschaft zu Pfistern, Burgerrat, Leiter des Heims Kühlewil
- Benedikt von Tscharner (1937–2019), Diplomat und Publizist

## Besitzungen

### Zweig Bern

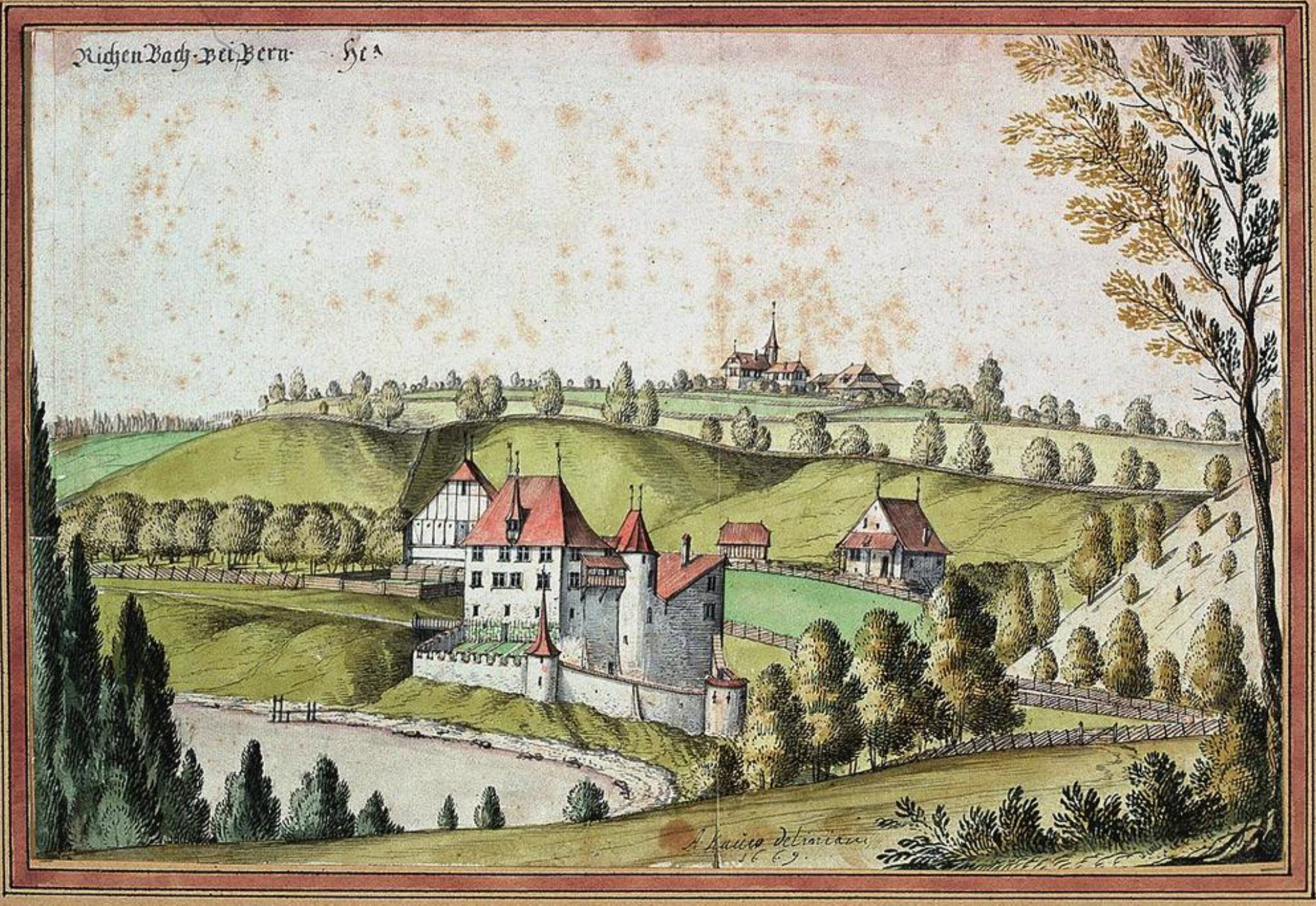
Schloss Reichenbach
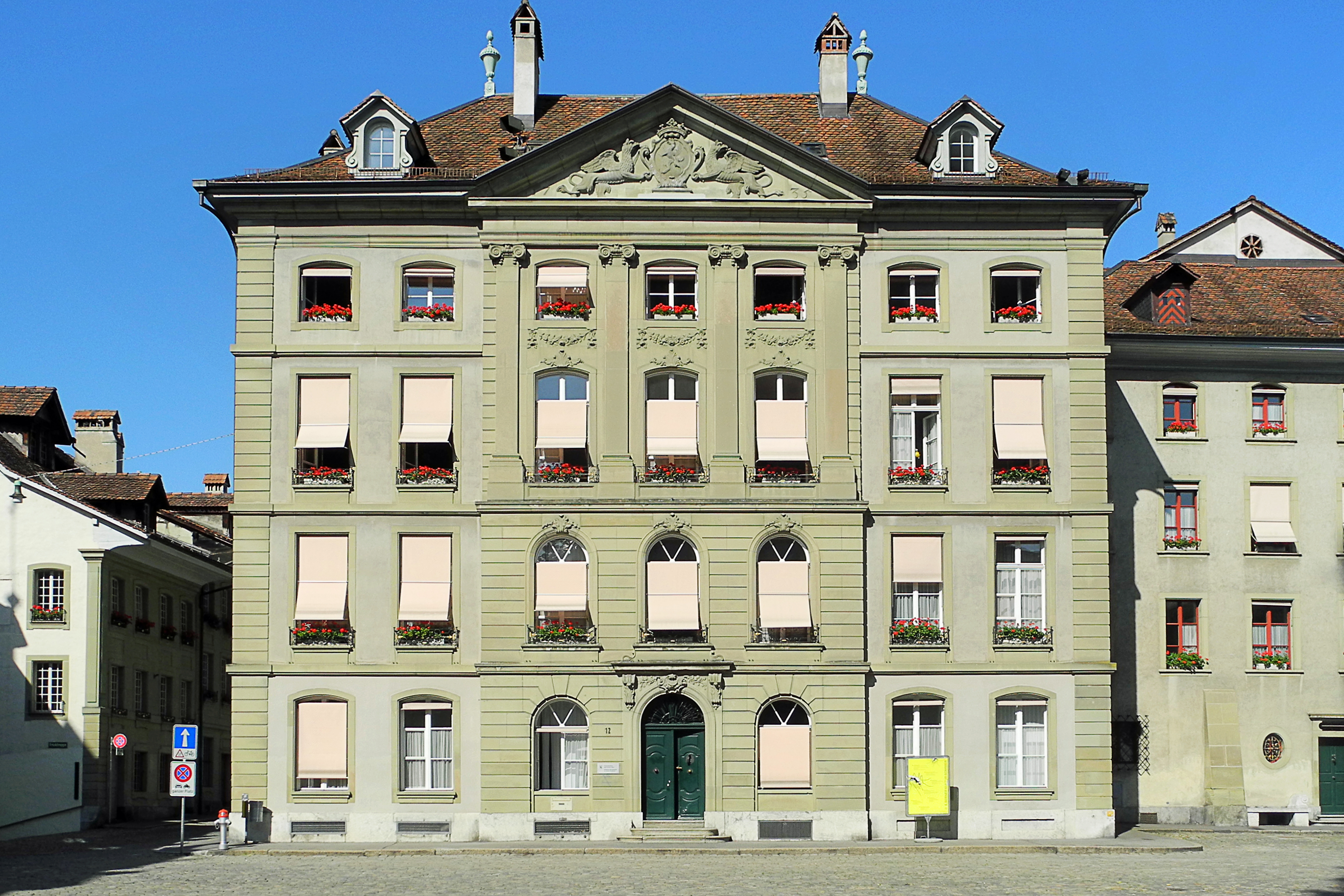
Bern, Münsterplatz 12
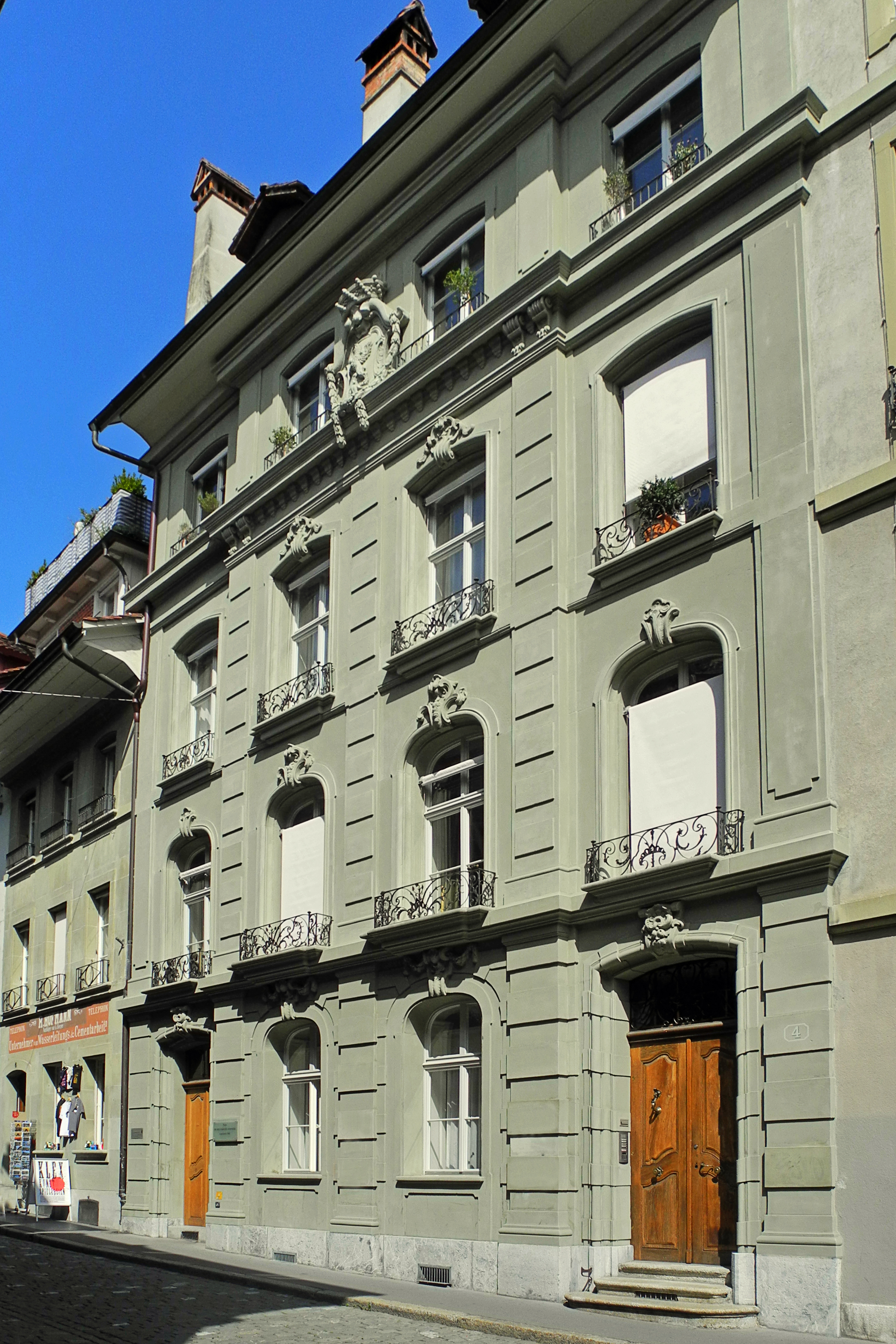
Tscharnerhaus (Herrengasse 4)
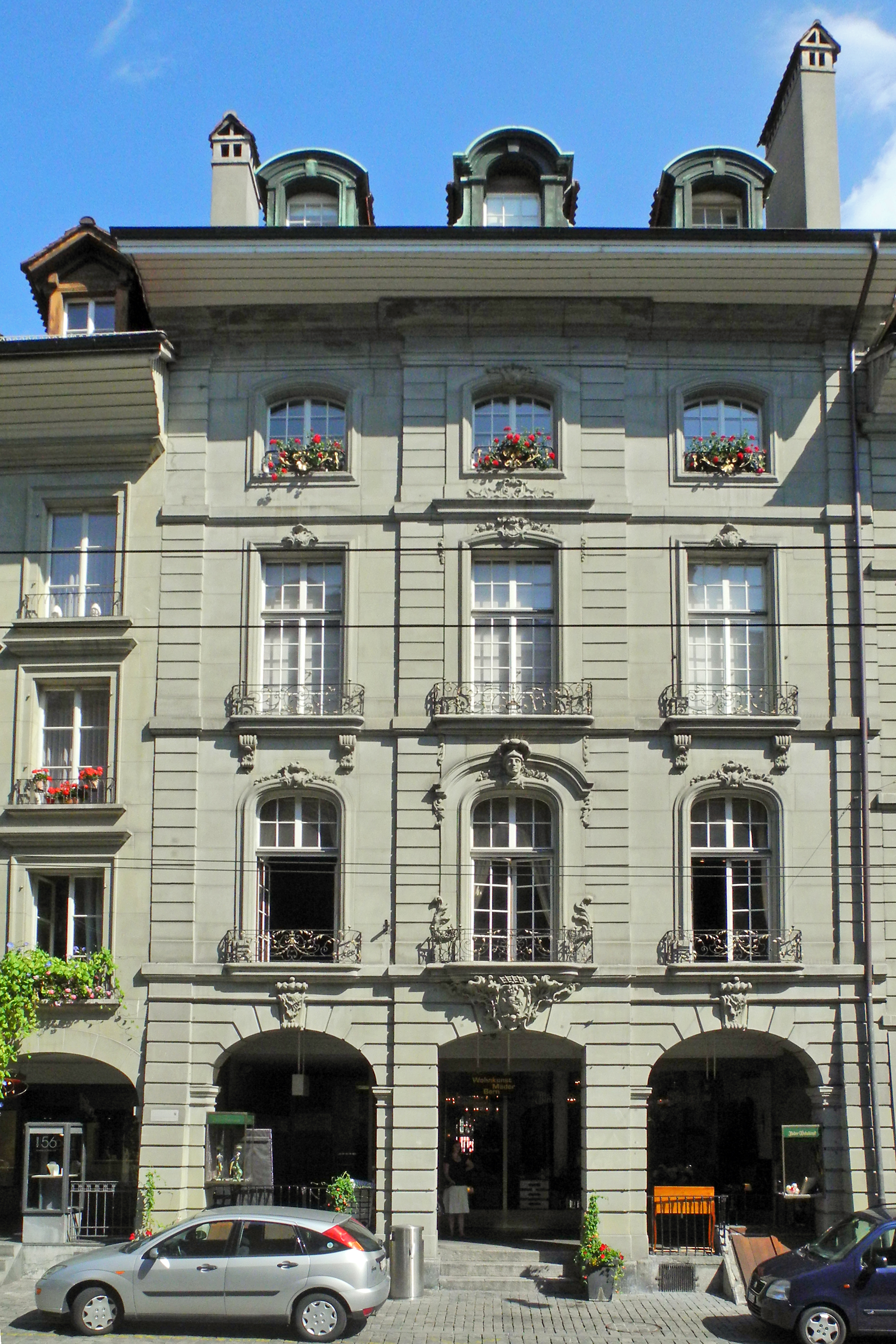
Bern, Kramgasse 54
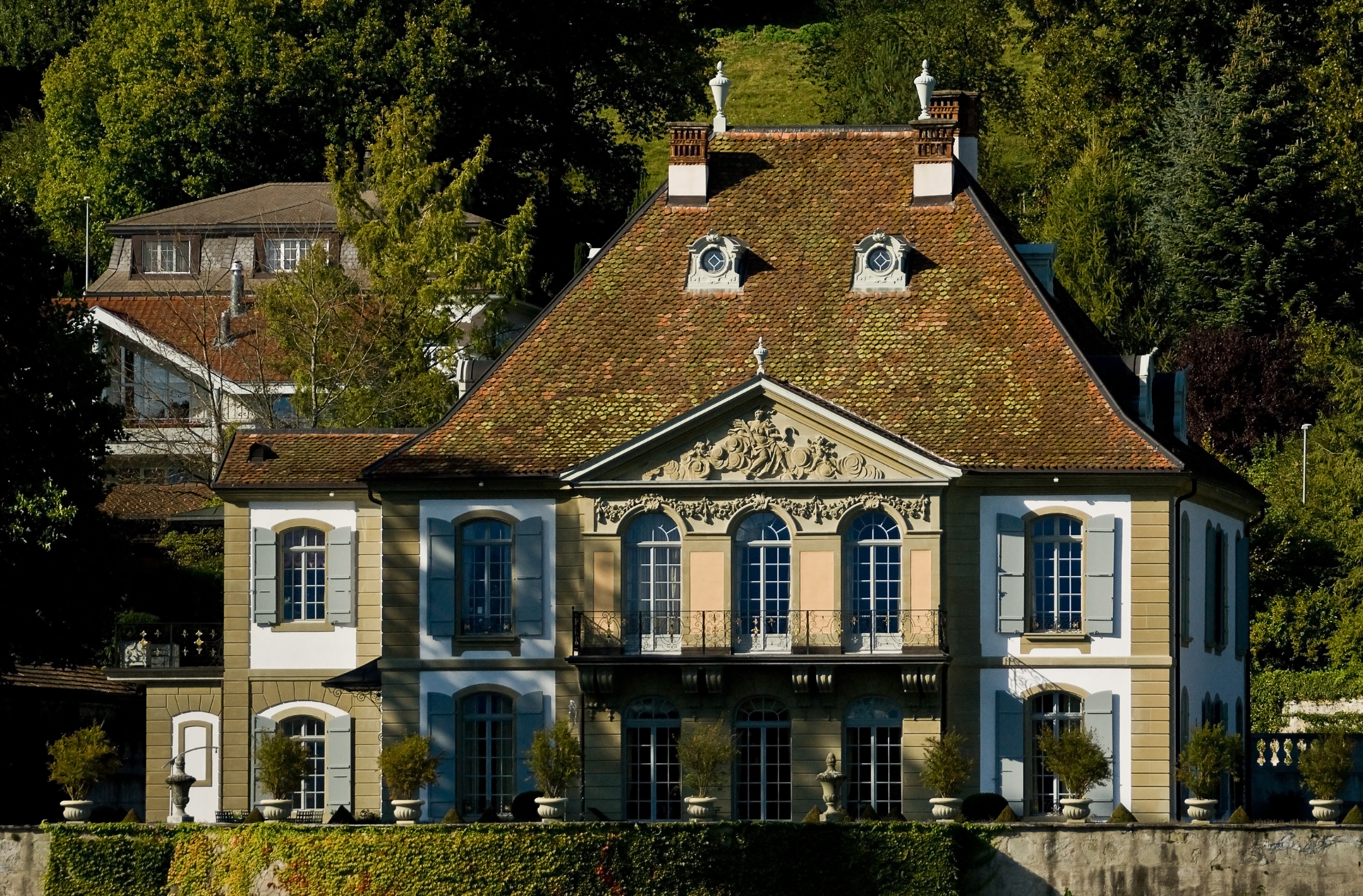
Schloss Gümligen
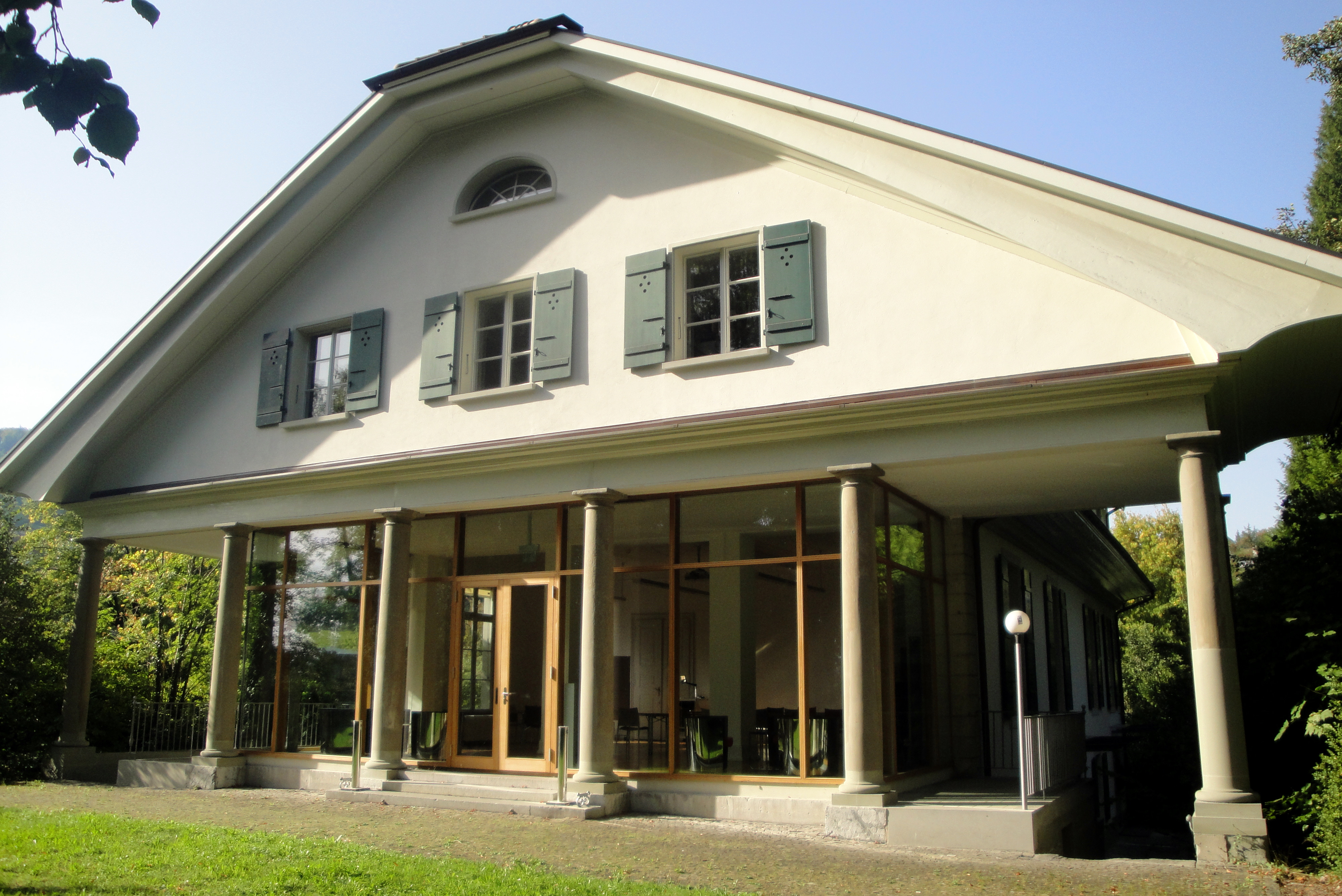
Campagne Bellevue
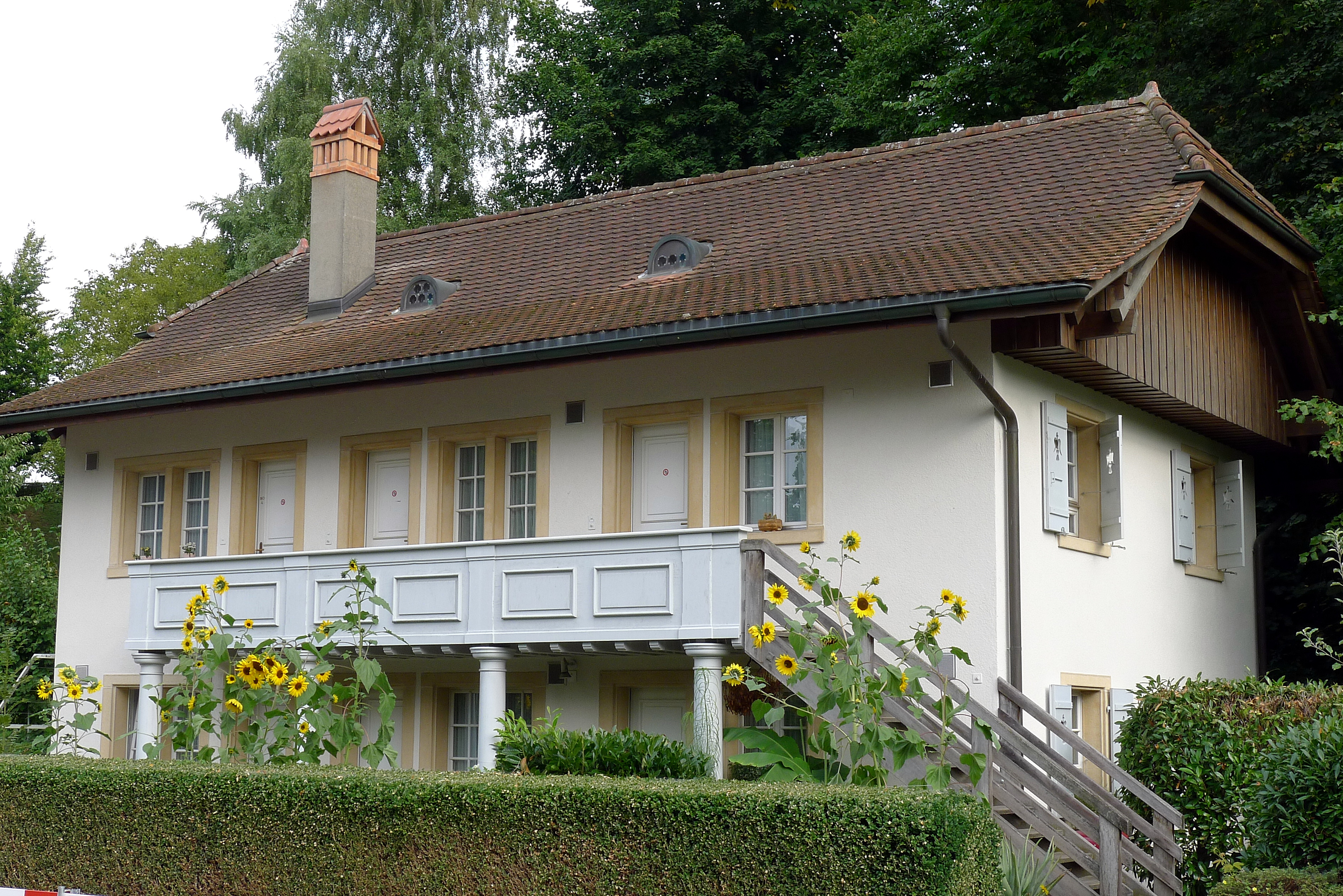
Tscharnerhaus, Merlach
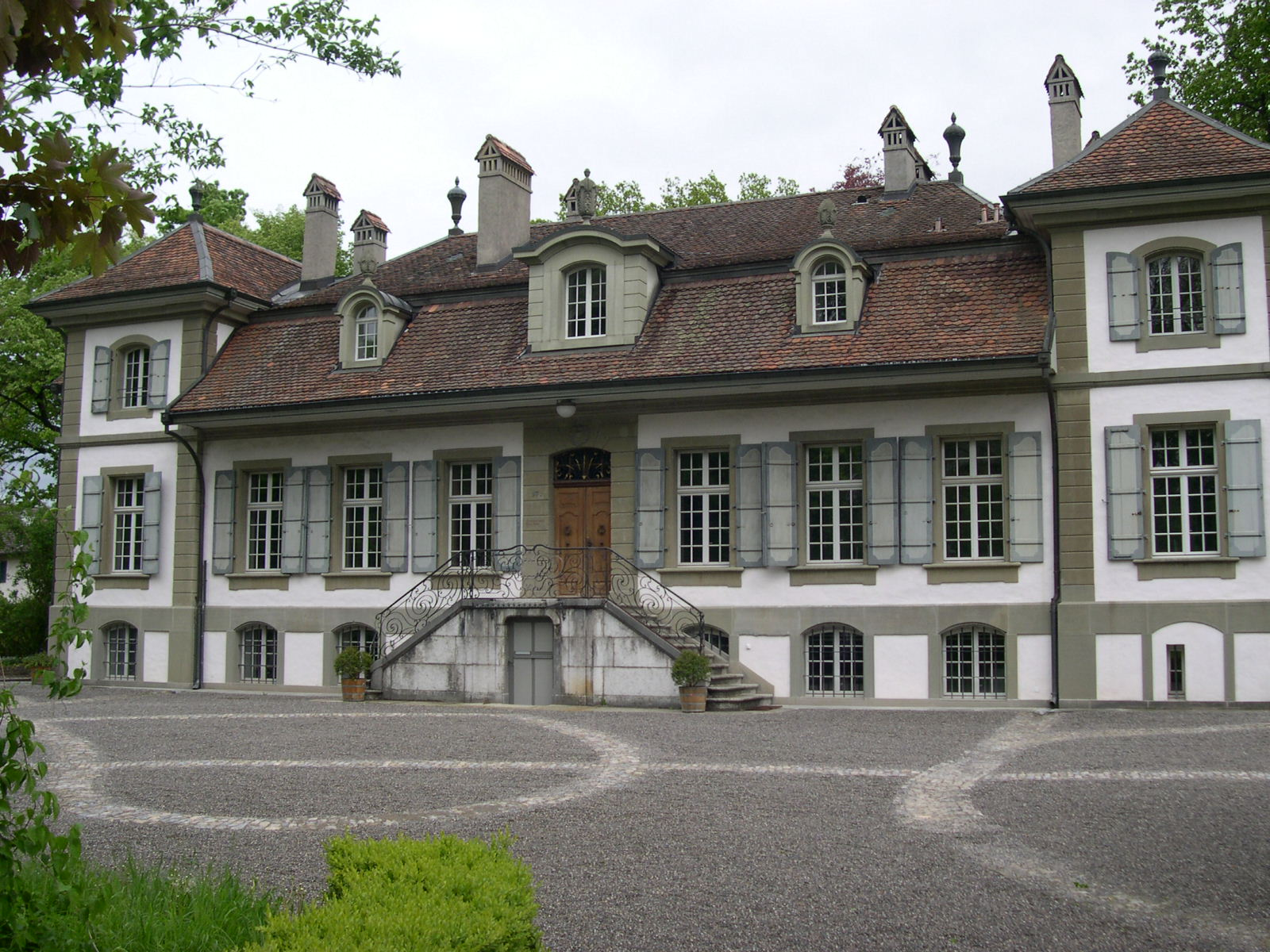
Neues Schloss Bümpliz
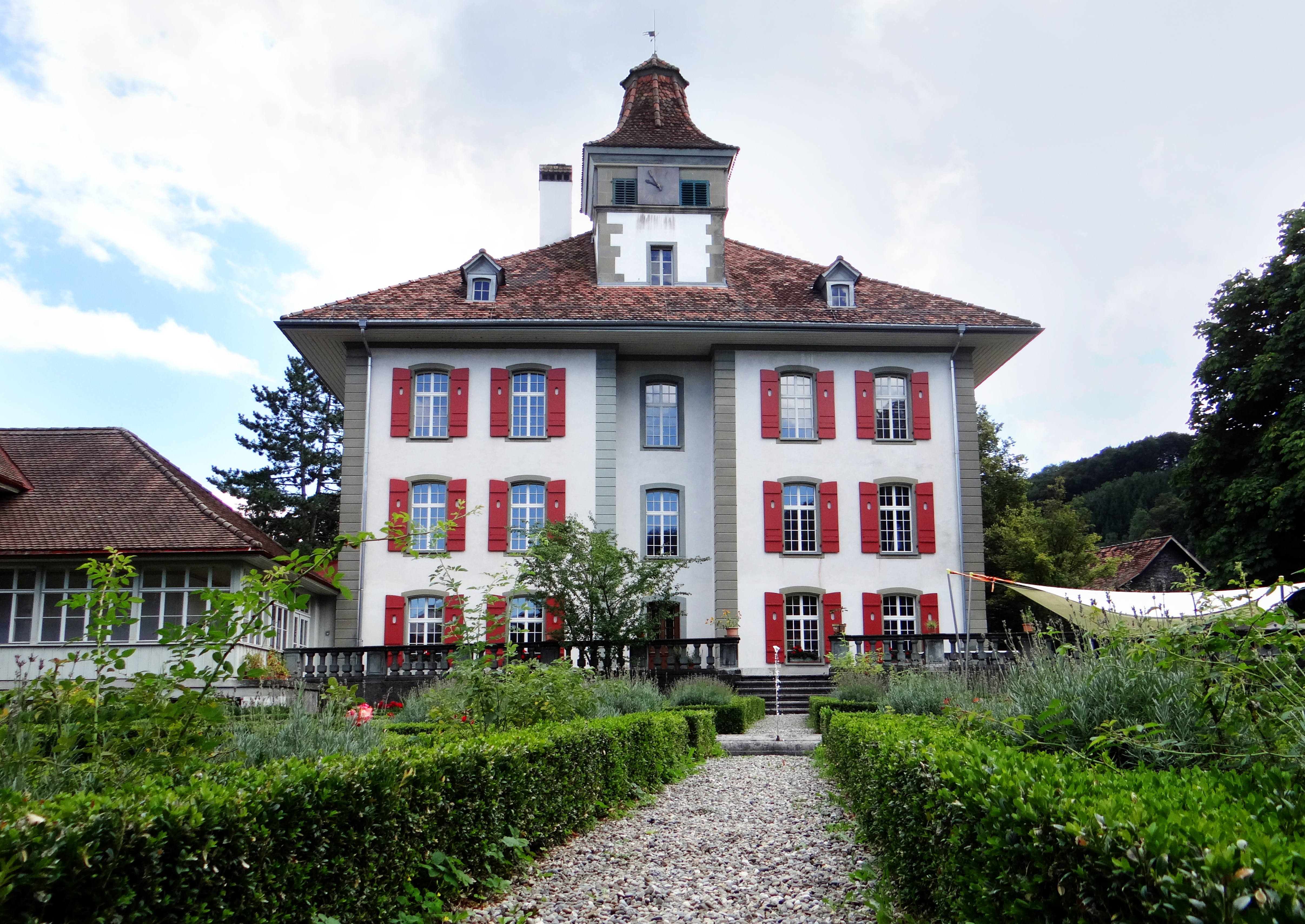
Schloss Kehrsatz
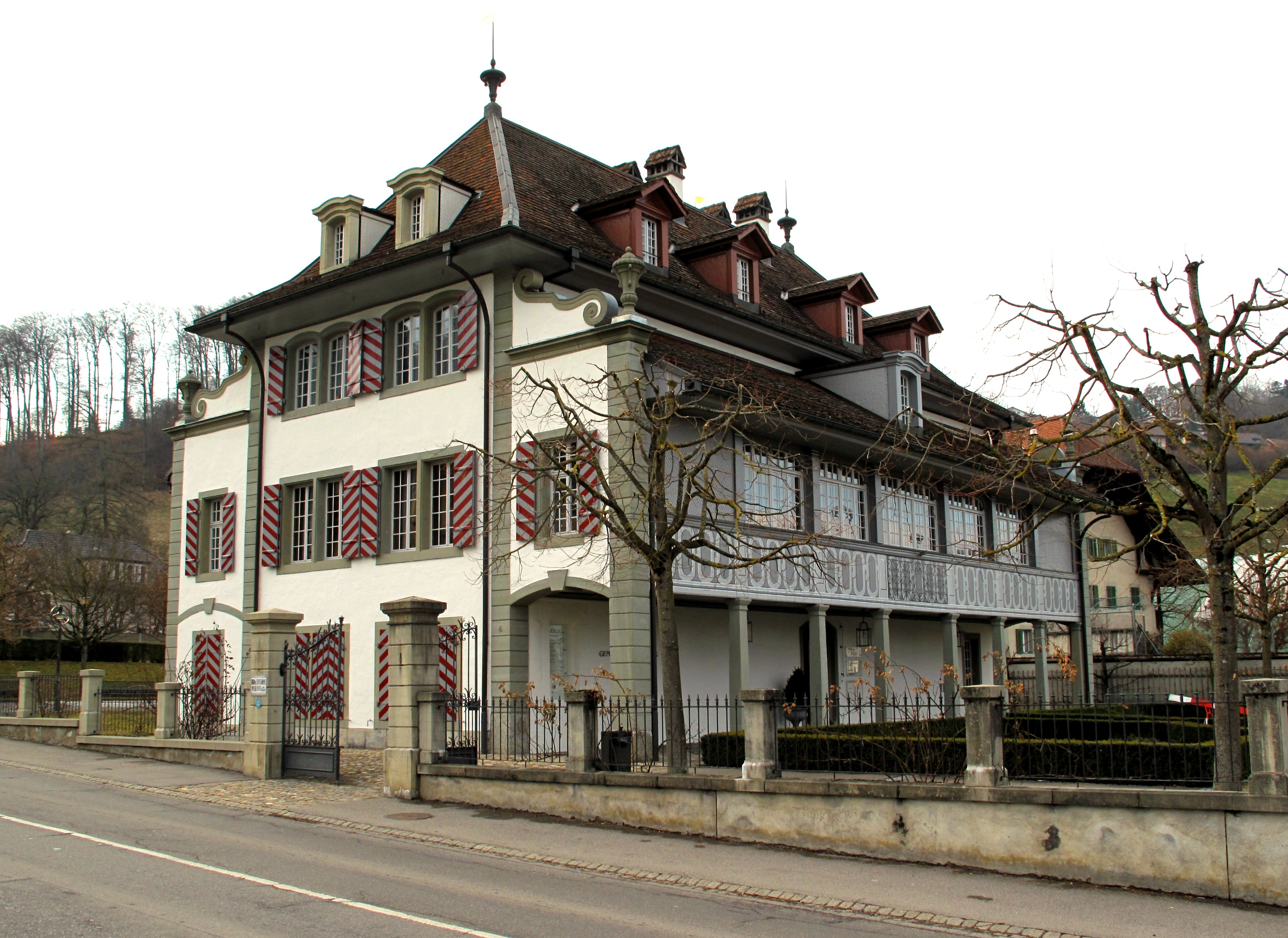
Campagne Blumenhof
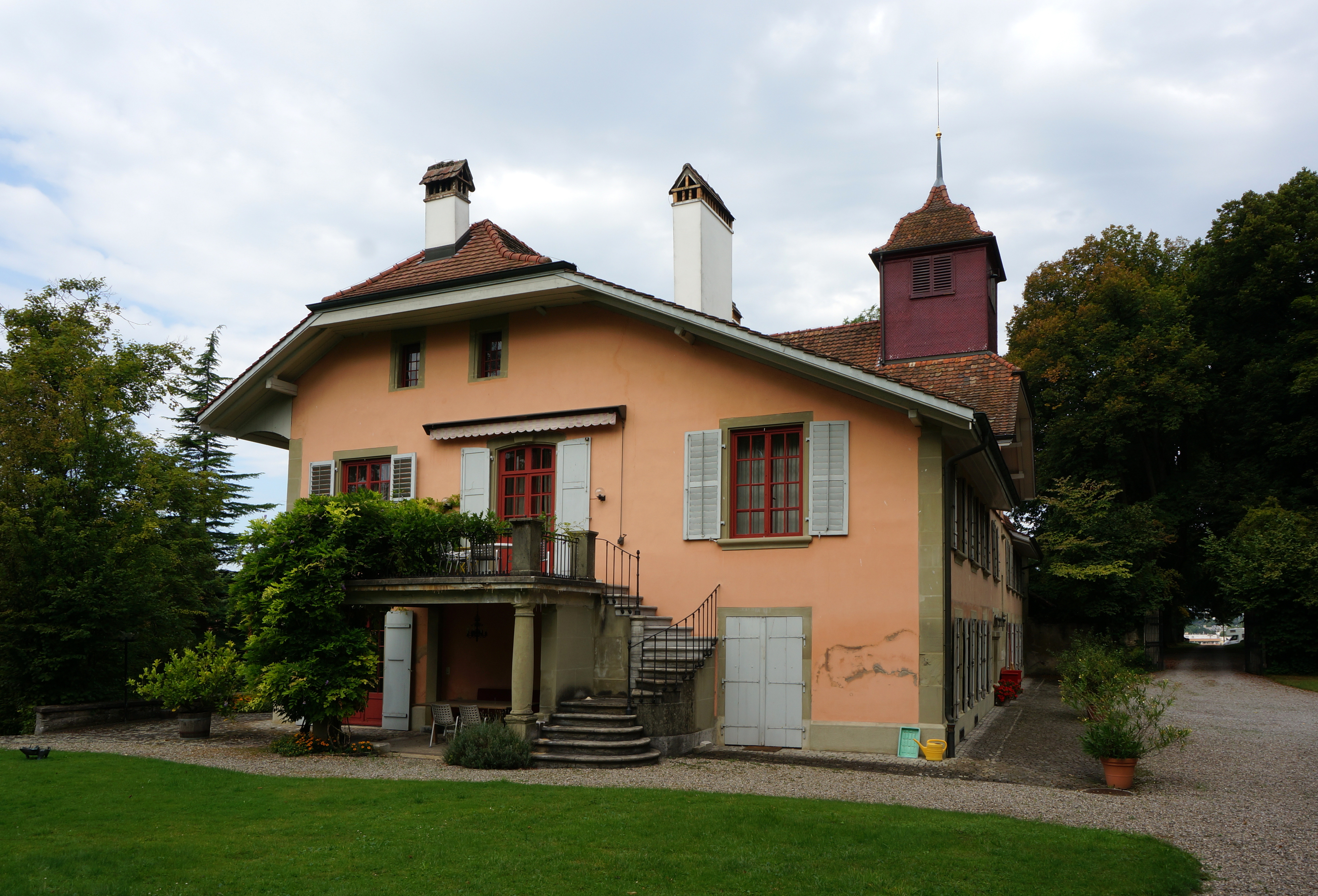
Campagne Rothaus
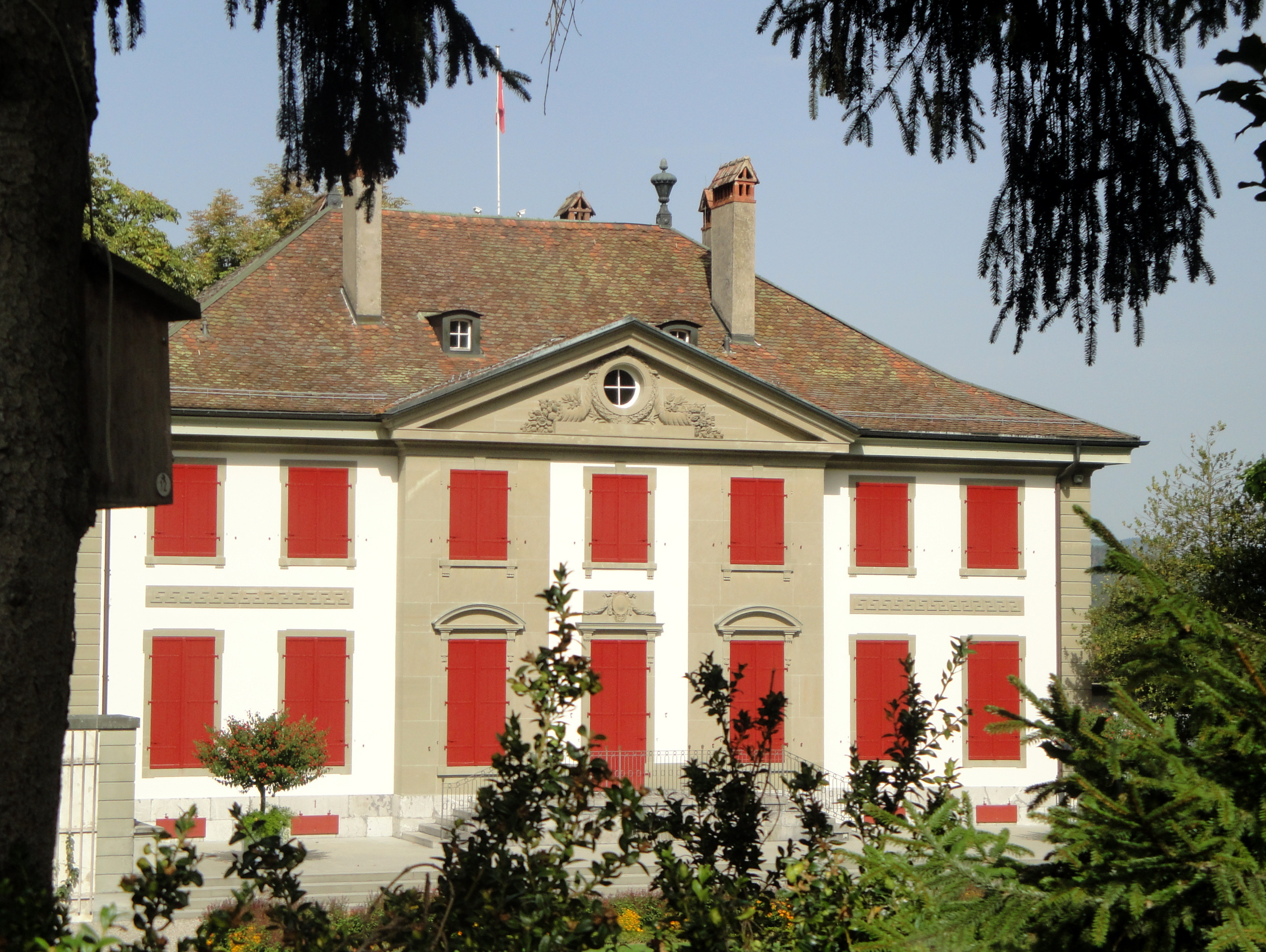
Landsitz Lohn
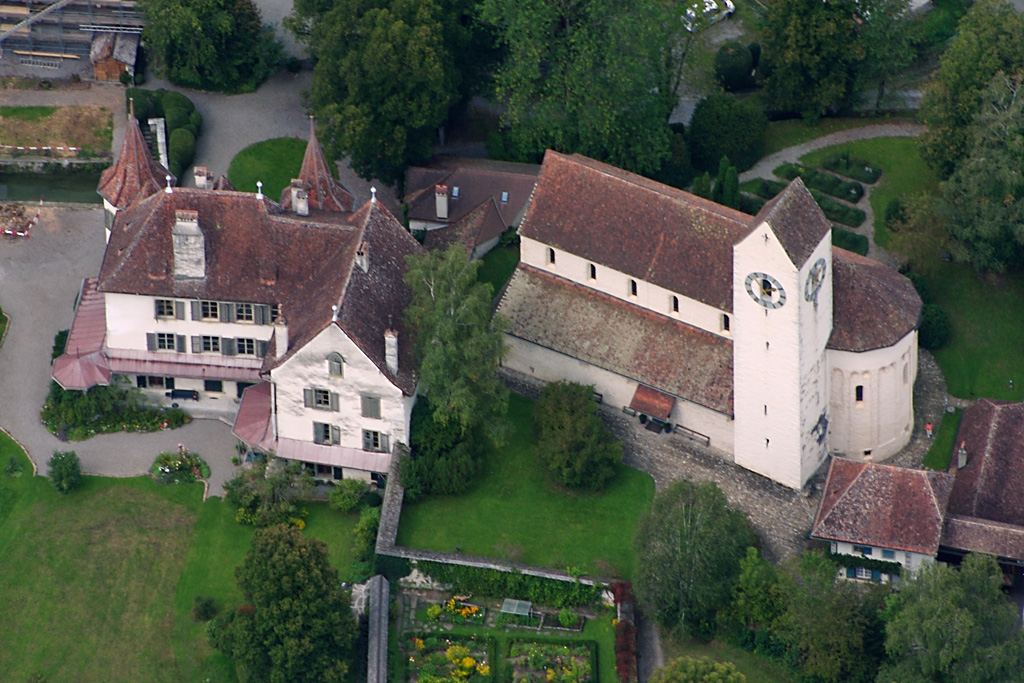
Schloss Amsoldingen
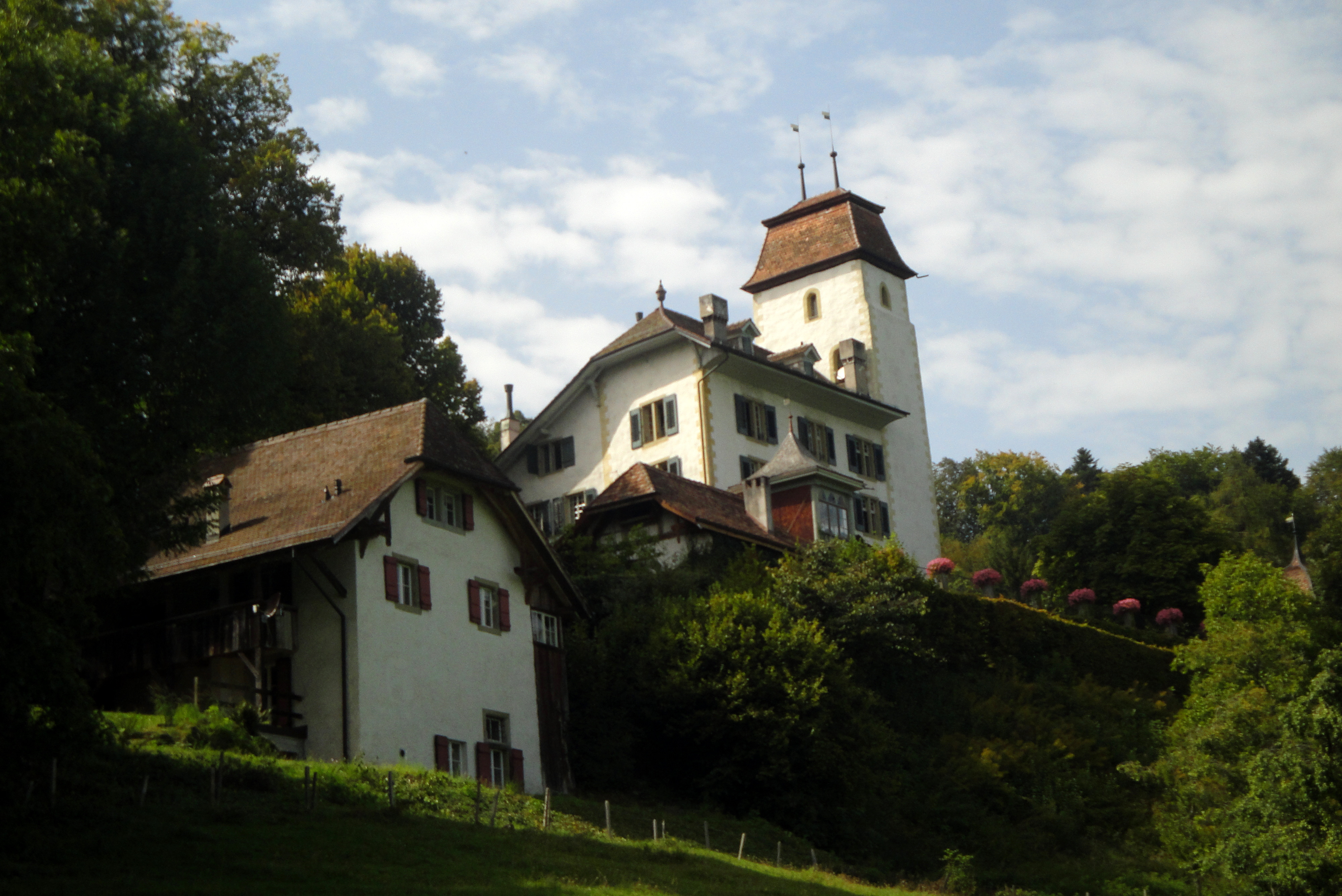
Schloss Rümligen
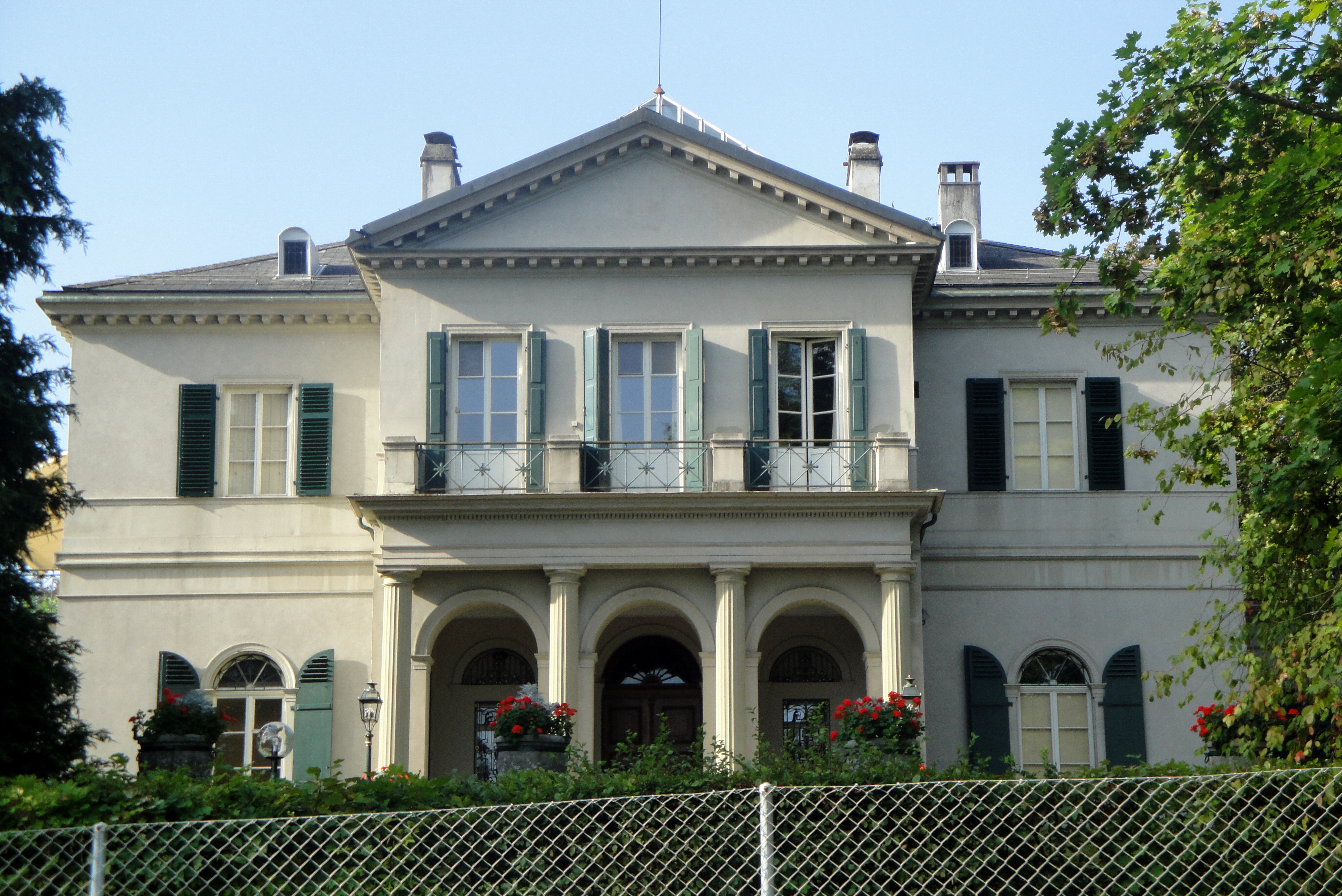
Villa Morillon
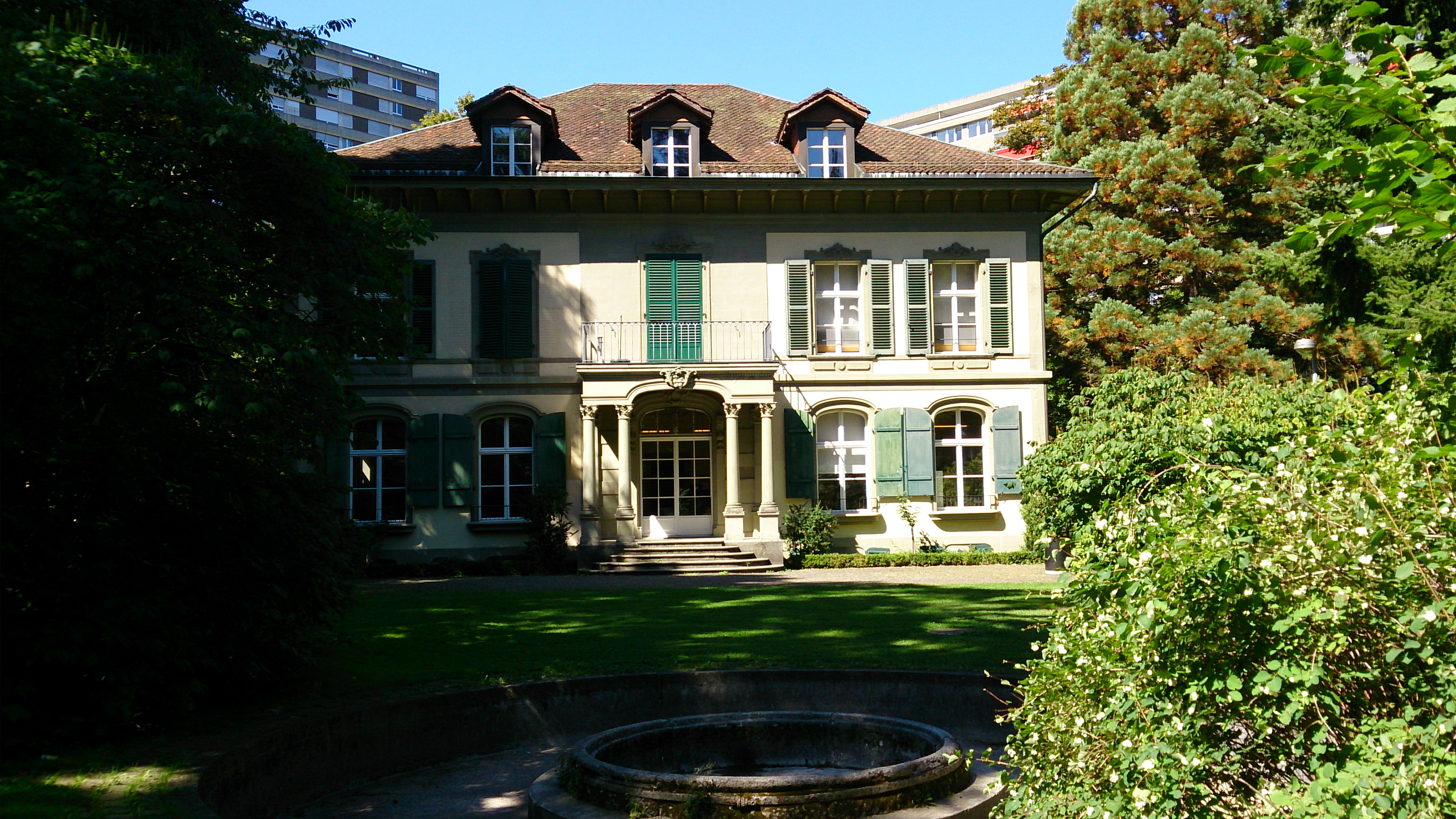
Fellerstock
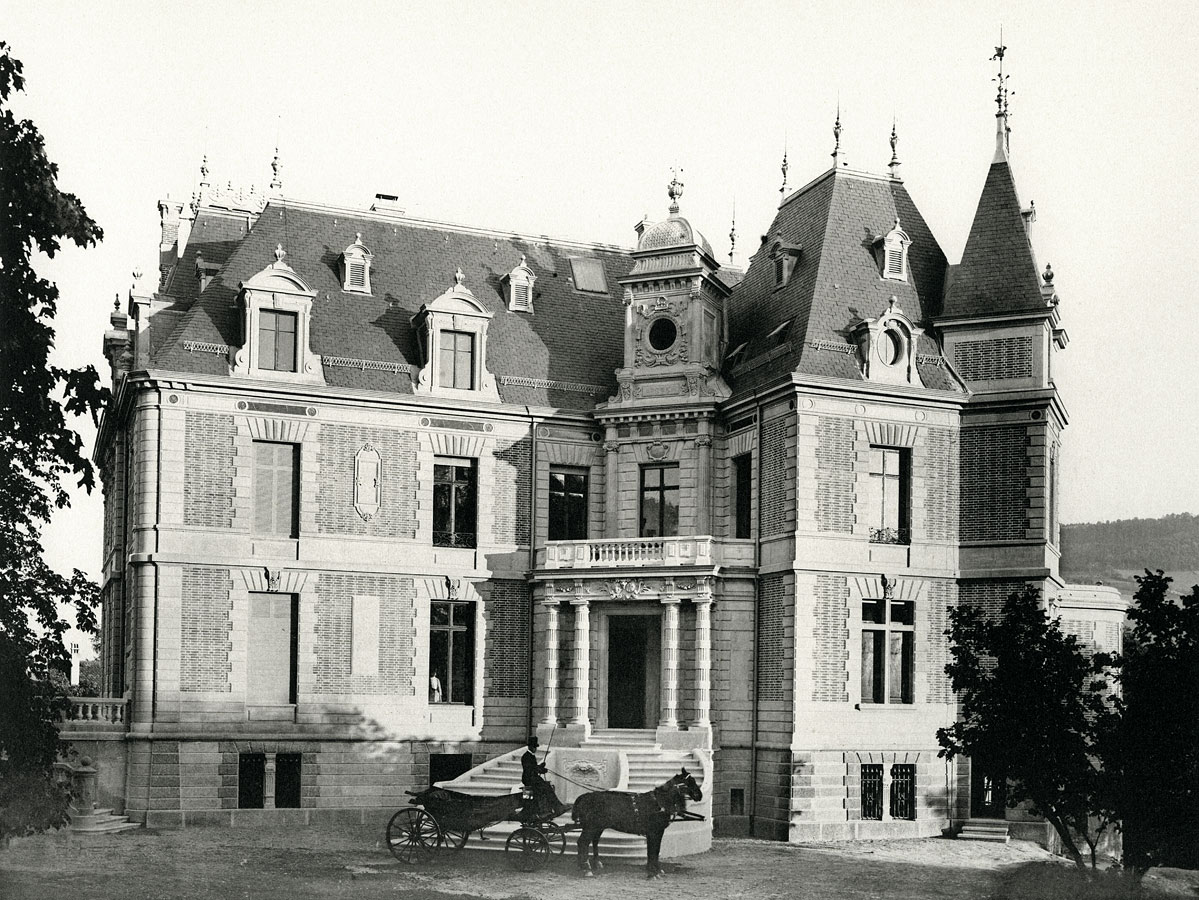
Villa von Tscharner

### Zweig Graubünden

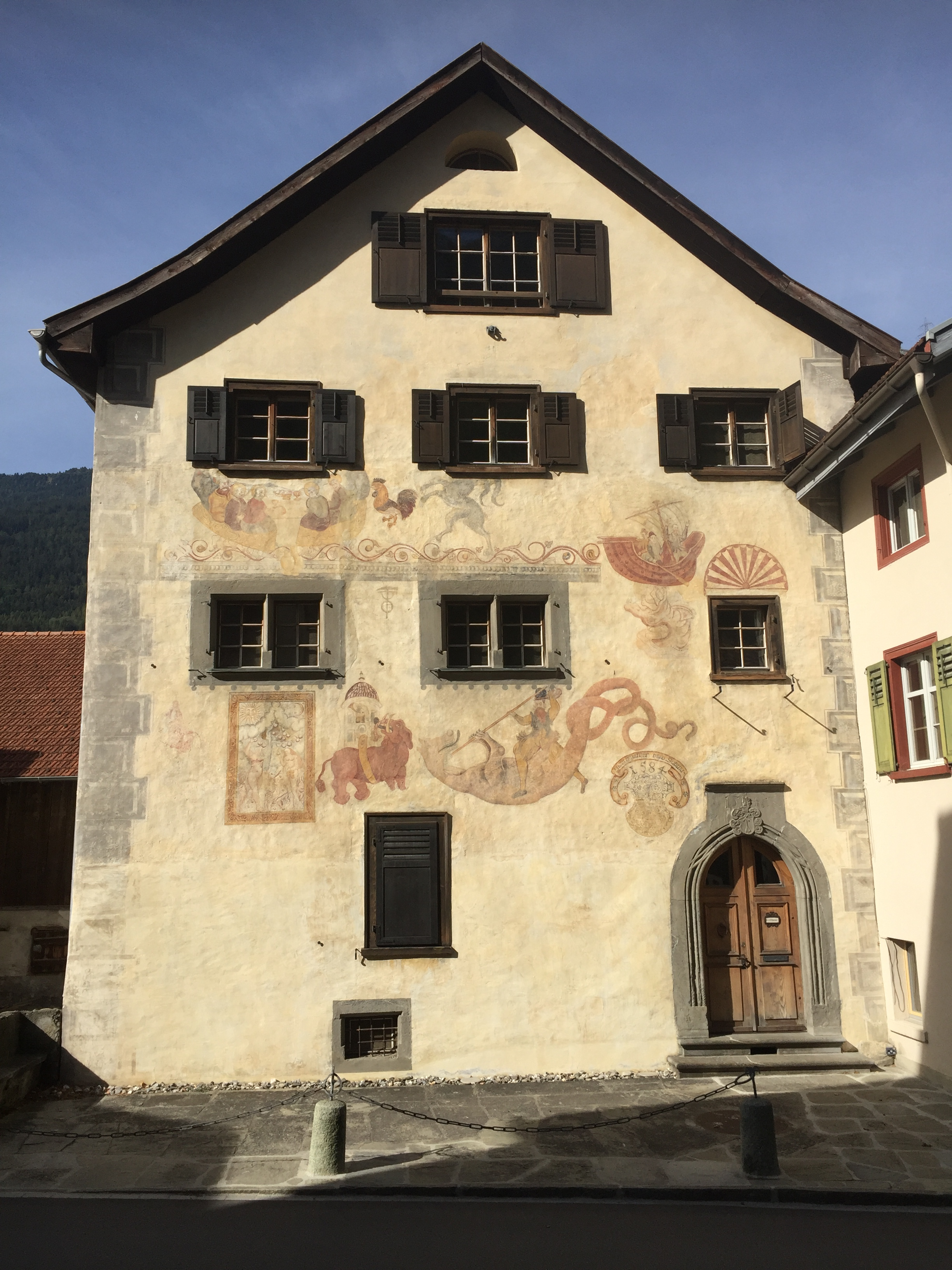
Rothenbrunnen Haus Tscharner 1584 (eh. Martin Capol u. Sofia M. Salganser 1546)
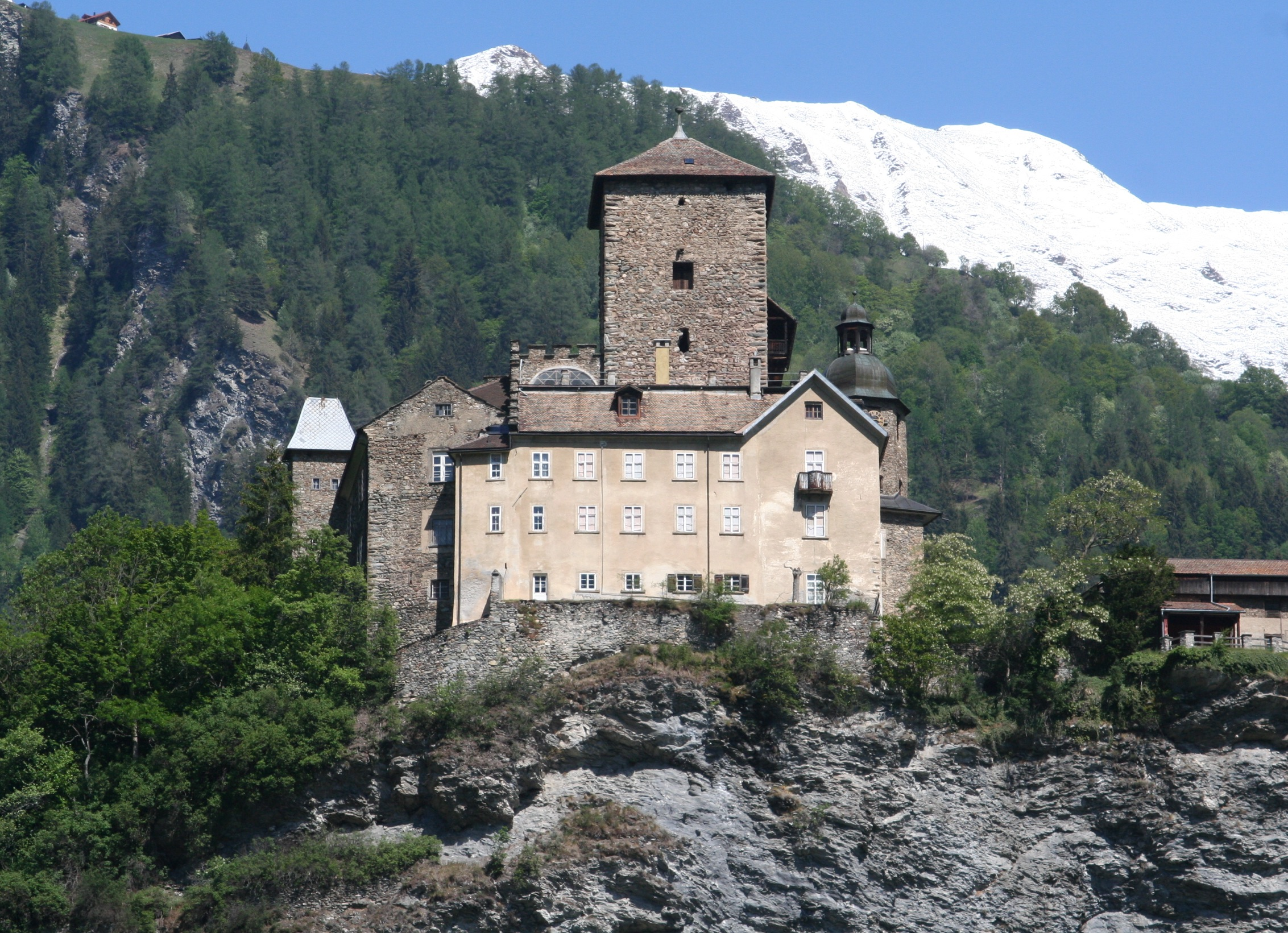
Schloss Ortenstein GR
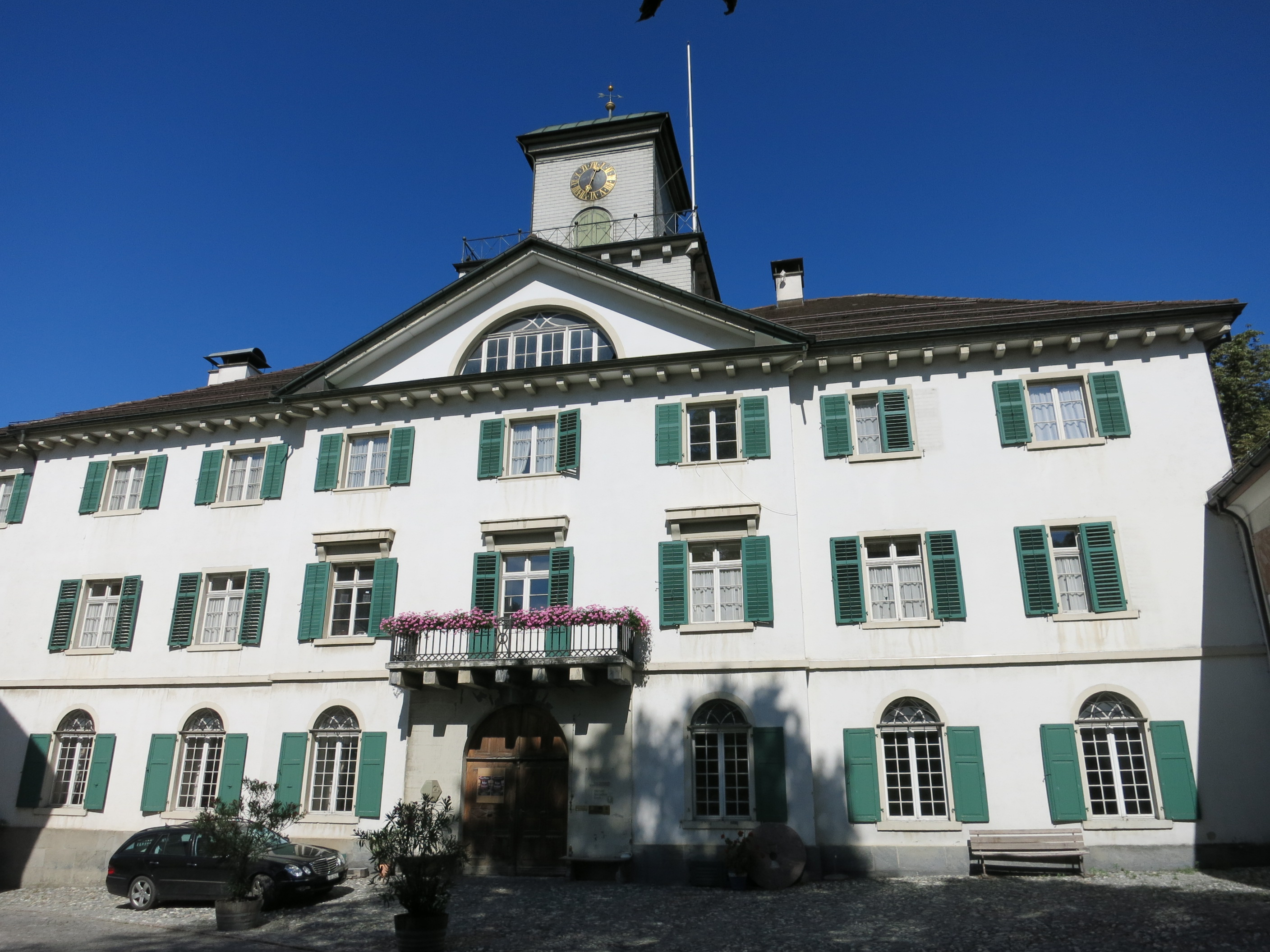
Schloss Reichenau GR

## Archive
- FA von Tscharner A, Familienarchiv von Tscharner im Katalog der Burgerbibliothek Bern
- FA von Tscharner B, Familienarchiv von Tscharner (Gümligen) im Katalog der Burgerbibliothek Bern
- FA von Tscharner D, Familienarchiv von Tscharner (Morillon) im Katalog der Burgerbibliothek Bern
- FA von Tscharner E, Familienarchiv von Tscharner (Rümligen) im Katalog der Burgerbibliothek Bern
- FA von Tscharner F, Familienarchiv von Tscharner (Burier) im Katalog der Burgerbibliothek Bern